# Podział administracyjny Górskiego Karabachu

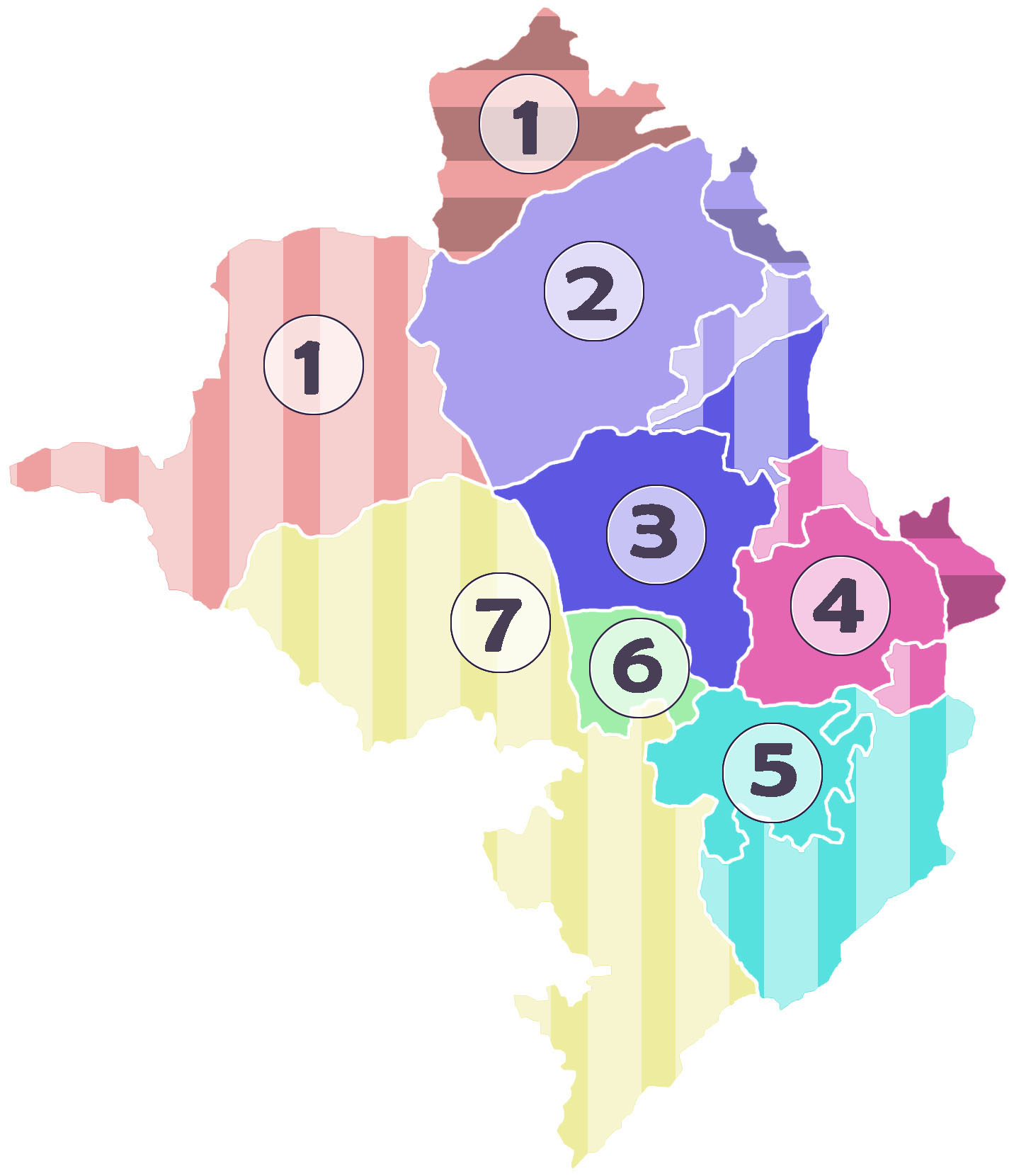
- pionowe pasy – obszar zajęty przez Górski Karabach poza obszarem dawnego obwodu autonomicznego
- poziome pasy – obszar dawnego obwodu autonomicznego zajęty przez Azerbejdżan

Republika Górskiego Karabachu do 2020 dzieliła się na 7 rejonów i miasto wydzielone Stepanakert. Z tych siedmiu rejonów trzy częściowo znajdowały się pod kontrolą Azerbejdżanu: rejon szaumiański z miastem Szaumian, rejon martakertyński i rejon martuniński. Z kolei Górski Karabach kontrolował pas terytorium leżący między danym Nagorno-Karabachskim Obwodem Autonomicznym a granicą azerbejdżańsko-armeńską.
| jednostka administracyjna | numer na mapie | ludność w tys. (2006) | powierzchnia w km² | siedziba władz | inne miasta         |
| ------------------------- | -------------- | --------------------- | ------------------ | -------------- | ------------------- |
| miasto Stepanakert        | –              | 50,4                  | 25,66              | Stepanakert    | –                   |
| rejon Askeran             | 3              | 17,0                  | 1.221,92           | Askeran        | –                   |
| rejon Hadrut              | 5              | 12,4                  | 1.876,80           | Hadrut         | –                   |
| rejon Kaszatagh           | 7              | 8,6                   | 3.376,60           | Berdzor        | Midżnawan, Kowsakan |
| rejon Martakert           | 2              | 18,9                  | 1.795,10           | Martakert      | –                   |
| rejon Martuni             | 4              | 23,1                  | 951,20             | Martuni        | –                   |
| rejon Szahumian           | 1              | 2,8                   | 1.829,80           | Szaumian       | –                   |
| rejon Szuszi              | 6              | 4,5                   | 381,30             | Szusza         | –                   |